# Pethő Gergő (bábművész)
Pethő Gergő (Budapest, 1980. –) magyar bábművész, színész. 2009-től a Harmadik Figyelmeztetés színészzenekar alapító tagja, dobosa.

## Életpálya
12 évesen kezdett bábozni a Kolibri Színház Székely Andrea vezette Kreatív Gyermekstúdiójában, ahol egy évig Földessy Margittól tanulhatott színészmesterséget is. Hogy egy második szakmája is legyen, szakközépiskolába jelentkezett, ahol autóvillamossági szerelőnek tanult. A bábok világa azonban első pillanattól magával ragadta. 1999-től a Kolibri Színház felnőtt stúdiójának tanulója, majd 2000-től a Színház- és Filmművészeti Egyetem hallgatója volt. 2004-ben végzett Meczner János növendékeként a színész szak bábszínész tagozatán. Szakdolgozatát „Bábszínház – eredetileg felnőtteknek” címmel írta. 2004-ben Győrbe szerződött 4 évre a Vaskakas Bábszínházhoz, majd 2008-tól a Budapest Bábszínház művésze lett.
Játszott többek között a Ciróka Bábszínház, a Harlekin Bábszínház előadásában is, illetve kisebb filmszerepeket is kapott.

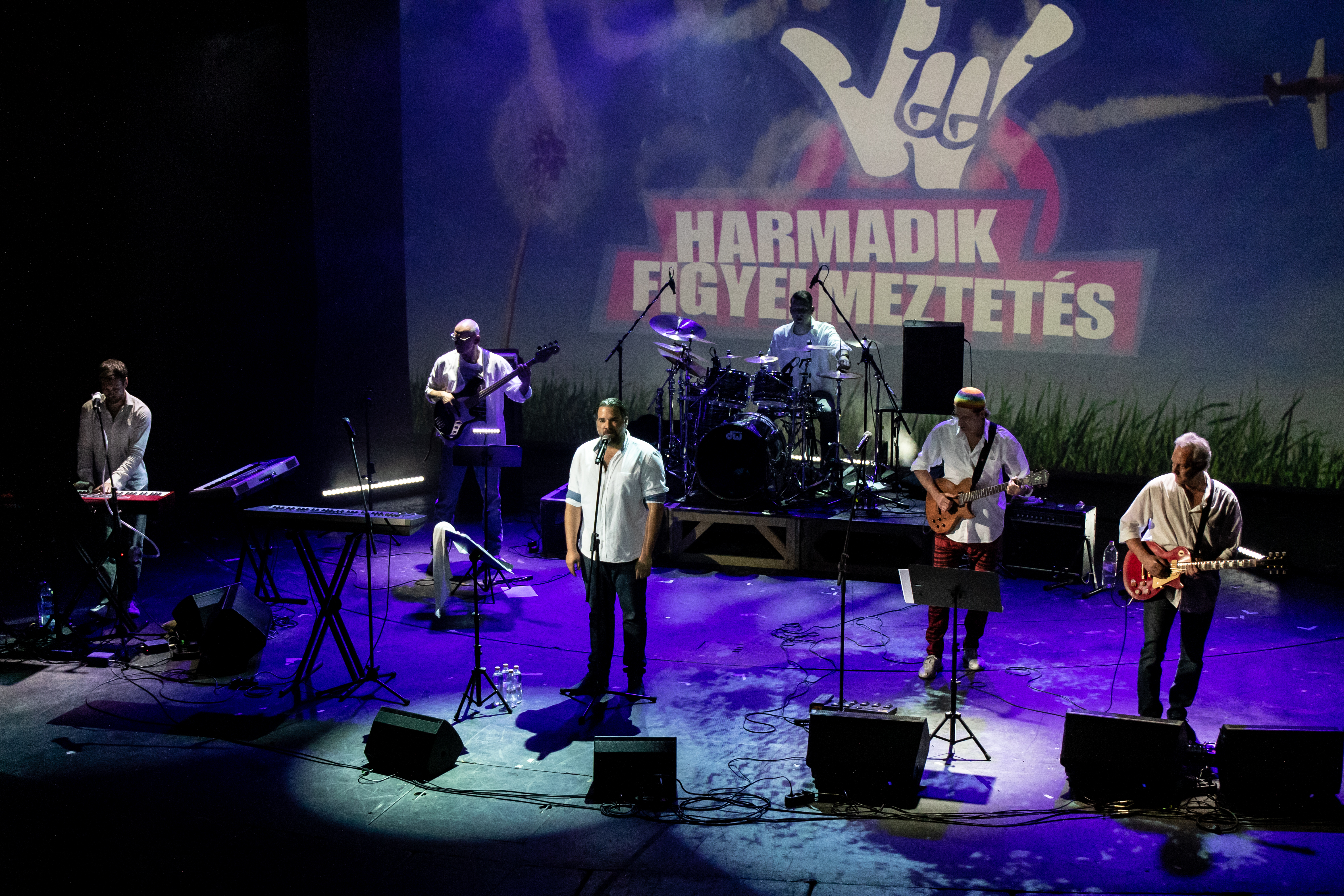
Harmadik Figyelmeztetés jubileumi gálakoncert (fotó: Juhász Éva, Pesti Magyar Színház, 2019)

Gyerekkorától vonzotta a zenélés is. Alapító tagja a Harmadik Figyelmeztetés színészzenekarnak, amiben 2009-től dobol. A hangszeren autodidakta módon tanult meg egyetemi évei alatt játszani. Évfolyamtársaival alapította meg első együttesét, a Gepetto Kvartettet, miközben az alattuk járó musicalosztály zenekarával is koncertezett. Amikor Győrbe került egy The Paravans nevű formáció állt össze a Vaskakas Bábszínház és a Győri Nemzeti Színház színészeiből (amivel a Kádár Kata revü és A brémai muzsikusok előadásokban  is, élőben játszottak). Végül amikor visszajött Pestre, a Pesti Magyar Színház akkori színészeivel (Horváth Zoltán akit 2014-ben László Zsolt váltott, Gémes Antos, Cserna Antal, Fillár István) és Wagner-Puskás Péterrel megalapították a „Harmadik figyelmeztetés”-t.

## Színházi szerepei
A Színházi adattárban regisztrált bemutatóinak száma: Pethő Gergőként 17, Pethő Gergelyként 1.
A Színház- és Filmművészeti Egyetemen:
- Cyril Tourner: A bosszúálló tragédiája (rendező: Alföldi Róbert) - Lussorioso, a herceg fia
- Carlo Goldoni: A hazug (rendező: Fodor Tamás)
- Grimm testvérek, Rumi László: Csipkerózsika (rendező: Rumi László)
- Kenneth Grahame, Alan Bennett: Szellő a füzesben (rendező: Czajlik József)

Színházakban
- A brémai muzsikusok (rendező: Bartal Kiss Rita, Vaskakas Bábszínház) - Kutya Regő
- Maria Gusniowska: A ló nélküli lovag (rendező: Krzysztof Rau, Vaskakas Bábszínház) - A ló nélküli lovag
- Kocsis Rozi: Bábalelte babona (rendező: Ujvári Janka, Vaskakas Bábszínház)
- Kálmán Imre: Csárdáskirálynő (rendező: Zheni Pashova, Peter Pashov, Vaskakas Bábszínház)
- Manógyár (rendező: Ujvári Janka, Vaskakas Bábszínház) - Zöld Lific
- Sze-rel-me-sek (rendező: Krzysztof Rau, Vaskakas Bábszínház)
- Moha és Páfrány (rendező: Kocsis Rozi, Vaskakas Bábszínház) - Páfrány
- Kocsis Rozi: Pöttöm mesék (rendező: Ujvári Janka, Vaskakas Bábszínház)
- Tekergő és Dübörgő (rendező: Bartal Kiss Rita, Vaskakas Bábszínház)
- Gulácsi Lajos-Horgas Béla: Virágünnep (rendező: Szabó Attila, Vaskakas Bábszínház) - Hutterton és Bamm
- Grimm testvérek, Solt Róbert: A Békakirályfi (rendező: Fige Attila, Ciróka Bábszínház)

A Budapest Bábszínházban:
- Gimesi Dóra, Veres András: A brémai muzsikusok (rendező: Veres András) - Frigyes, rabló
- Bartók Béla: A csodálatos mandarin (rendező: Szőnyi Kató) - A mandarin
- Bartók Béla: A fából  faragott királyfi (rendező: Szőnyi Kató) - A királyfi
- Csajkovszkij, Góczán Judit: A hattyúk tava (rendező: Balázs Zoltán) - Rőtszakáll
- Sopsits Árpád: Bábpuccs (rendező: Sopsits Árpád) - Ördög
- Lackfi János: Csipkerózsa (rendező: Kuthy Ágnes) - Szakács, Tündér, Csipkebogyó, Tüskekatona
- Goethe: Faust (rendező: Balázs Zoltán) - Mefisztó[5]
- Gramp (rendező: Gáspár András) - őr
- Salman Rushdie: Hárún és a mesék tengere (rendező: Csató Kata) - Haha
- Kodály Zoltán: Háry János (rendező: Bródy Vera) - Marci bácsi, Bíró
- Jeli Viktória, Tasnádi István: Rozi az égen (rendező: Tengely Gábor) - Meteorit, csillagporszem, napsugár
- Márton László: Trisztán és Izolda (rendező: Csizmadia Tibor) - Morold, ír lovag; Marjodo, cornwalli nemes; Sárkány; Úristen; Urgan, óriás
- Szálinger Balázs: Fehérlófia (rendező: Veres András) - Fanyűvő
- Gimesi Dóra, Janne Teller: Semmi (rendező: Hoffer Károly) - (Nagy) Hans Raaberg
- Tasnádi István: Lúdas Matyi (rendező: Fige Attila) - Döbrögi
- Gimesi Dóra: Rózsa és Ibolya (rendező: Kovács Géza) - Varjúháj király, tündérkirály
- Szabó Borbála, Varró Dániel: Líra és Epika (rendező: Mácsai Pál) - Spondeusz, tréfás líriai apród
- Petőfi Sándor: János vitéz (rendező: Urbán Gyula) - Óriáskirály, Huszárkapitány
- Tersánszky Józsi Jenő: Misi mókus vándorúton (rendező: Kovács Gyula) - Cirkuszigazgató, Krokodil, Tigris
- W. A. Mozart: A varázsfuvola (rendező: Meczner János)
- Gianni Rodari, Khaled-Abdo Szaida: Hagymácska (rendező: Veres András) - Hagymácska
- Joe Masteroff, Vörös Róbert, Fred Ebb, Varró Dániel: Kabaré (rendező: Alföldi Róbert) - Ernst Ludwig[6][7]

## Filmes szerepei
- A Hídember (filmdráma, 2002)
- Gránátok (rövidfilm, rendező: Politzer Péter, 2003)
- Mi kérünk elnézést! (tévésorozat, 2006)
- Társas játék (tévésorozat, 2013) - pincér
- Karsten og Petra pa safari (magyarul: Karsten és Petra; norvég családi filmsorozat, rendező: Arne Lindtner Næss, 2014)[8] - bábos
- Apatigris (tévésorozat, 2021, 2023) - taxis / néző
- A tanár (tévésorozat, 2021) - Géza
- Valami madarak (2023) - Zsolt
- …a szomszéd tehene (tévésorozat, 2024) - szerelő

## Díjai, elismerései
- Havas–B. Kiss-díj (2011)
- Magyar Bronz Érdemkereszt polgári tagozat kitüntetés[9]